# مطالعه متقاطع
در پزشکی، مطالعه متقاطع یا کارآزمایی متقاطع مطالعه‌ای طولی است که در آن سوژه‌ها دنباله‌ای از درمان‌ها (یا مواجهه‌های مختلفی) را دریافت می‌کنند. در حالی که مطالعات متقاطع می توانند مطالعات مشاهده‌ای باشند، بسیاری از مطالعات متقاطع مهم کارآزمایی‌های کنترل شده هستند. طرح‌های متقاطع برای آزمایش‌ها در بسیاری از رشته‌های علمی، به عنوان مثال، روان‌شناسی، علوم دارویی و پزشکی رایج هستند.